# Gaston Dreyfus
Gaston Dreyfus foi um ciclista francês que participava em competições de ciclismo de pista. Representou França nos Jogos Olímpicos de Verão de 1908, competindo nas corridas de velocidade.